# 回力镖

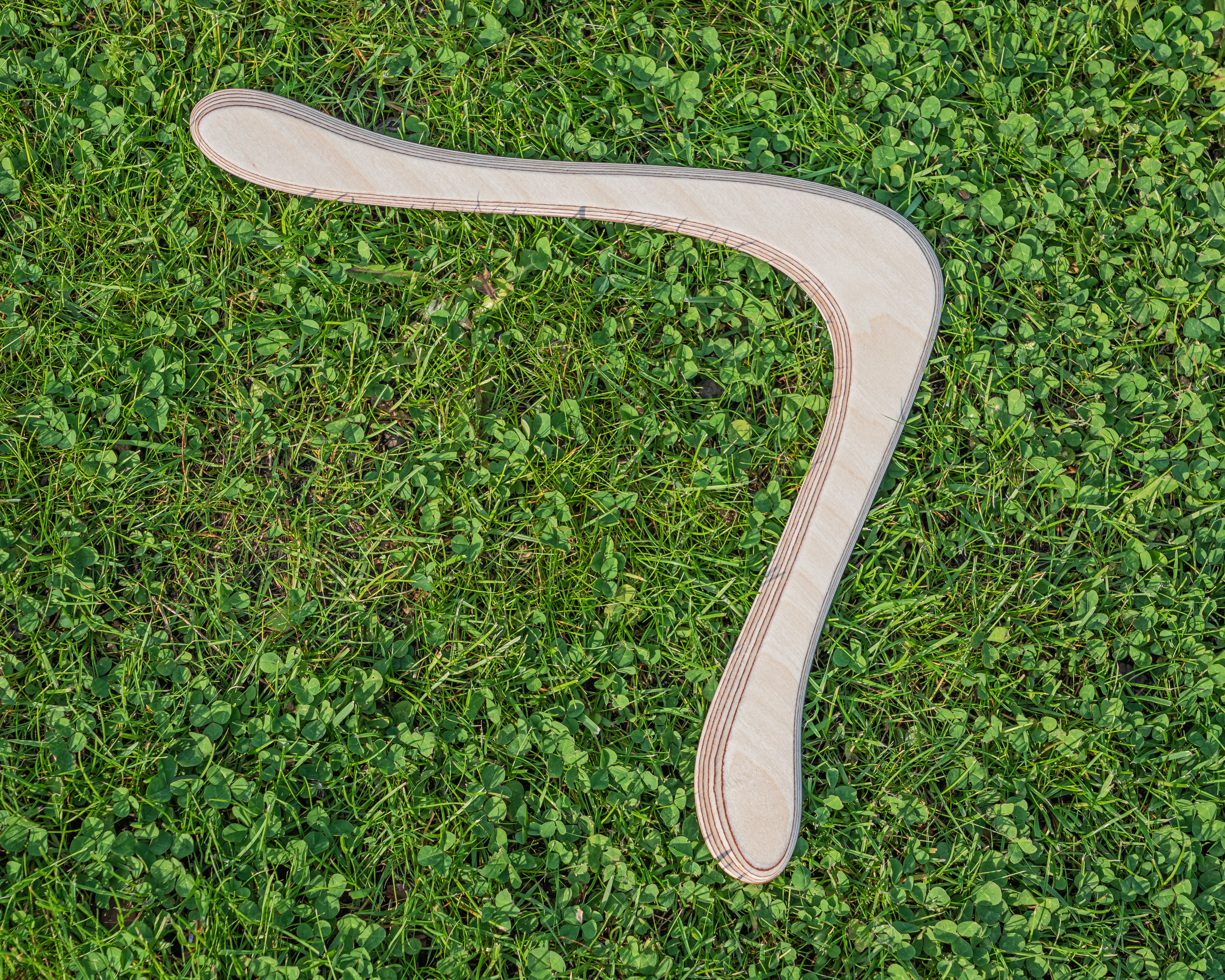
一個以膠合板製成的現代迴力鏢。

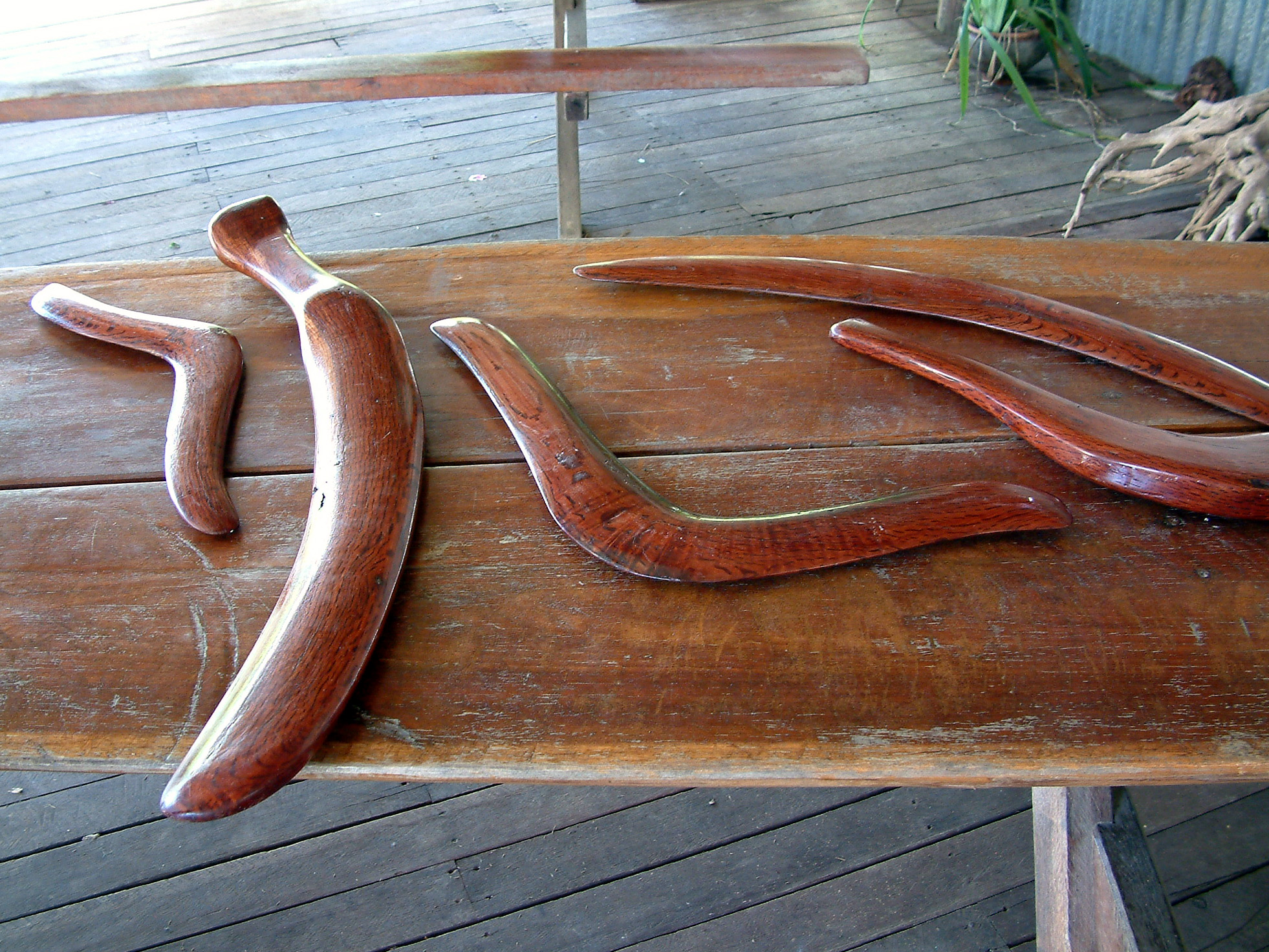
澳大利亚原住民的回力鏢

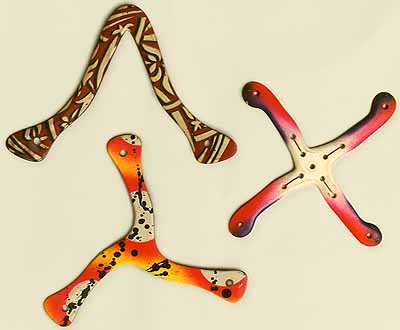
现代的体育用飞去来器

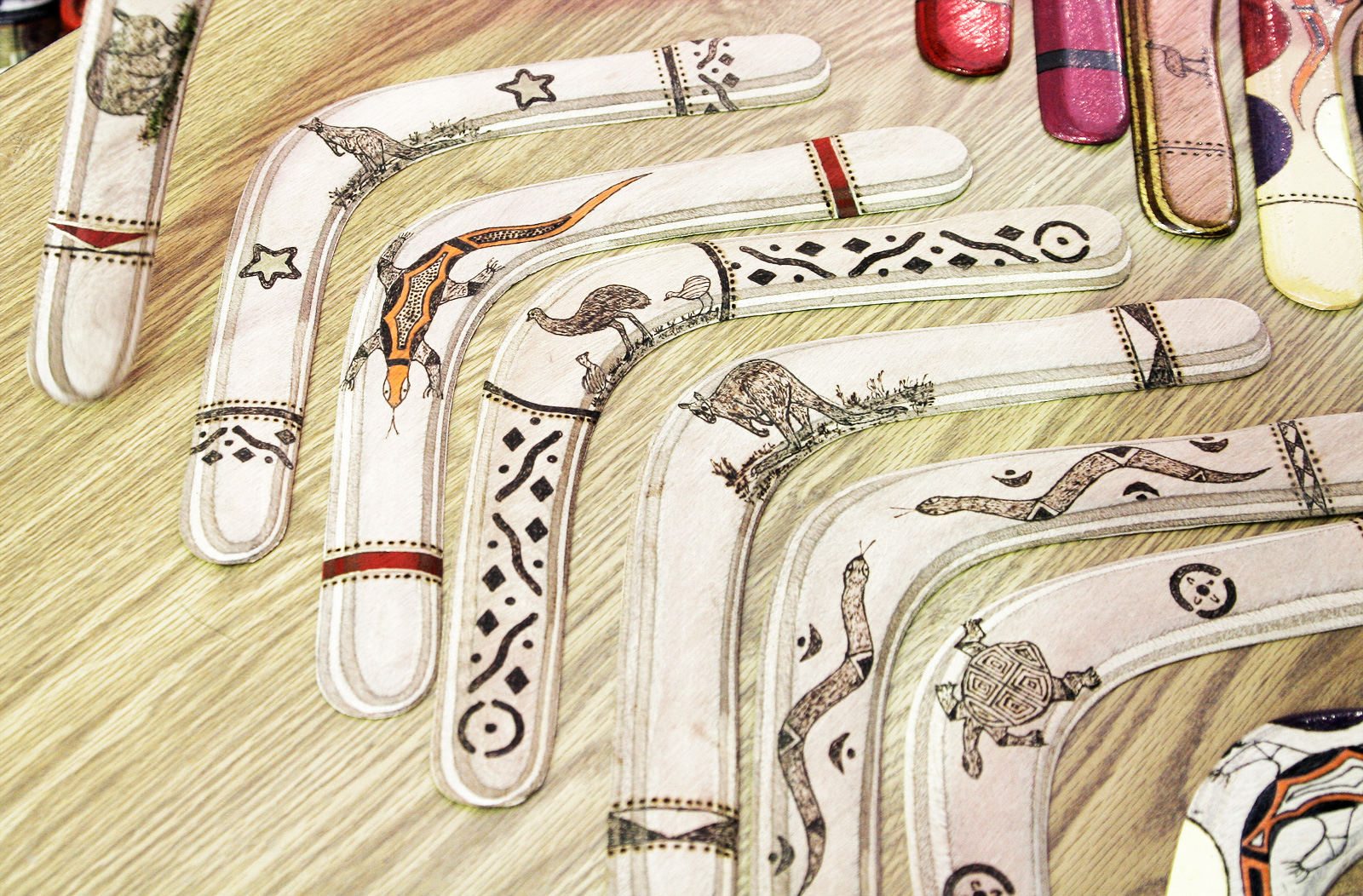
墨尔本一次展览会上的飞去来器

迴旋鏢 (英語：Boomerang，/buːməræŋ/) ，或稱回力鏢、回飞棒、飞旋镖等，是一種投擲工具，通常由翼型結構構成，並設計成繞垂直於其飛行方向的軸旋轉。 返回式迴旋鏢設計用於返回投擲者，而非返回式迴旋鏢設計為可直接投擲的武器，傳統上被一些澳大利亞原住民用於打獵。
歷史上，迴旋鏢被用於打獵、運動和娛樂，並被製成各種形狀和大小以適應不同的用途。 儘管被認為是澳大利亞的象徵之一，在非洲、美洲和歐亞大陸也發現了古代迴旋鏢。

## 歷史
澳大利亞原住民以狩獵時使用的工具出名，飞去来器就是其中一樣工具，當中最古老的回力鏢已有10000年歷史。與飞去来器相似的東西，在非洲和歐洲的岩畫和遺跡中都有記載，這些岩畫和遺跡的歷史可以追溯到紀元前，在波蘭喀爾巴阡山脈發現的回力鏢由猛獁象的長牙所製造，透過加速器質譜儀（Accelerator mass spectrometry）所鑑定，這個回力鏢有近30,000年歷史。亞述的壁畫中，士兵所使用的武器中有類似飞去来器的物品。古埃及法老圖坦卡門擁有一系列可以直飛或飛回投擲者手中的回力鏢。
沒有人知道回力鏢最初是如何發明，但現代的回力鏢製作人相信回力鏢是由扁平投擲棒（Flattened throwing stick）所發展出來。至今仍有澳大利亞原住民及北美洲的納瓦霍族人等部落使用投擲棒。狩獵用的回力鏢有著平衡的設計而比會飛回投擲者手中回力鏢更難製造。可能，回力鏢彎曲的飛行特性首先由石器時代的獵人在試圖“調整”投擲棒的直線飛行的時候所發現。
因為有越來越多人使用弓、箭和槍等工具，飞去来器的存在開始被人們淡忘。不過，在近幾年中，飞去来器開始作為比賽的項目。現在，飞去来器在美國和歐洲已經成為一項體育比賽。

## 構造及飛行原理
飞去来器的材料有木材和塑膠等堅硬的物質。可是，簡單的紙杯和紙張等也能作為飞去来器材料。飞去来器的形狀可分為「V」字型、十字型和三角形等形狀。飞去来器的支翼的切面使飞去来器所受的單向空气升力上升，令飞去来器器身稳定。空氣裡的升力及稳定性使其上升，旋轴的转动令飞去来器回飞 。

## 類型
- “V”字型
- 香蕉型
- 钟型
- 三叶型
- “十”字型
- 多叶型
- “L”字型

## 其他資料
2000年悉尼奥运会的原会标是根据飞去来器绘制而成，图案上方用飞去来器组成一个举着奥运火炬奔跑的运动员形象。人们把飞去来器当作娱乐。投掷飞去来器比赛更风行欧美，在德国北部每年都举行世界性的飞去来器锦标赛。

### 美國人以回力鏢之名戲稱尼特族
在另一方面，尼特族在美國稱為「boomerang kids」，即「回力鏢族」，意指孩子畢業後回到家庭，繼續依靠父母的照顧及經濟支援，在人民心目中與回力鏢的自動回返特性相似，遂被美國人以回力鏢（boomerang)之名戲稱之。

## 外部連結
- 簡介及教學（页面存档备份，存于）
- 簡介及教學
- International Federation of Boomerang Associations（页面存档备份，存于） (IFBA)
- Boomerang Association of Australia（页面存档备份，存于） (BAA)
- Canadian Boomerang Throwers Association（页面存档备份，存于） (Canboom)
- United States Boomerang Association: Information, Events and more（页面存档备份，存于） (USBA)
- History of Boomerangs（页面存档备份，存于）
- Boomerang History（页面存档备份，存于）
- Unspinning the Boomerang（页面存档备份，存于）, The Maths and Physics of a Boomerang
- Boomerang aerodynamics（页面存档备份，存于）, An online dissertation.
- Illustrated How to guide for crafting a boomerang
- Explanation where the word Boomerang may come from（页面存档备份，存于）
- Boomerang Competition Events（页面存档备份，存于）
- Boomerang Passion, a French boomerang portal (in English)
- How to Throw Boomerangs, a beginner's to advanced guide to throwing boomerangs.
- WHY DO BOOMERANGS COME BACK?（页面存档备份，存于） (International Journal of Pure and Applied Mathematics)